# Étreillers
Étreillers ist eine französische Gemeinde mit 1.176 Einwohnern (Stand: 1. Januar 2022) im Département Aisne in der Region Hauts-de-France; sie gehört zum Arrondissement Saint-Quentin und zum Kanton Saint-Quentin-1.

## Geografie
Die Gemeinde Étreillers liegt etwa acht Kilometer westsüdwestlich von Saint-Quentin. Durch die Gemeinde führt die Autoroute A29. Nachbargemeinden von Étreillers sind Attilly im Norden, Savy im Osten, Roupy im Südosten, Fluquières im Süden sowie Vaux-en-Vermandois im Südwesten und Westen.

## Bevölkerungsentwicklung
| Jahr                       | 1962 | 1968 | 1975 | 1982  | 1990 | 1999 | 2006 | 2014 | 2021 |
| Einwohner                  | 977  | 974  | 1025 | 1.053 | 1115 | 1105 | 1081 | 1196 | 1182 |
| Quellen: Cassini und INSEE |      |      |      |       |      |      |      |      |      |

## Sehenswürdigkeiten

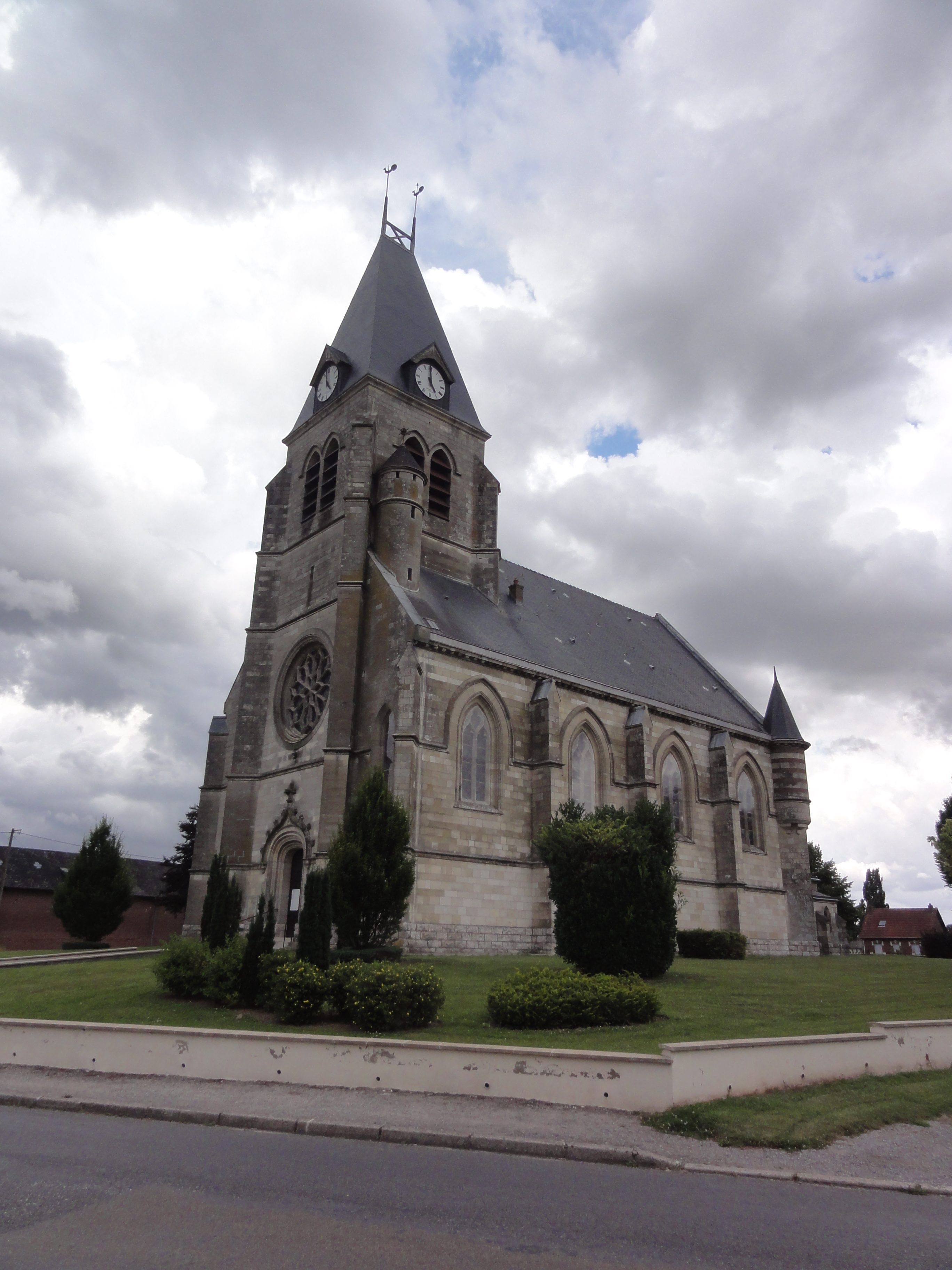
Kirche Saint-Cyr-et-Sainte-Julitte
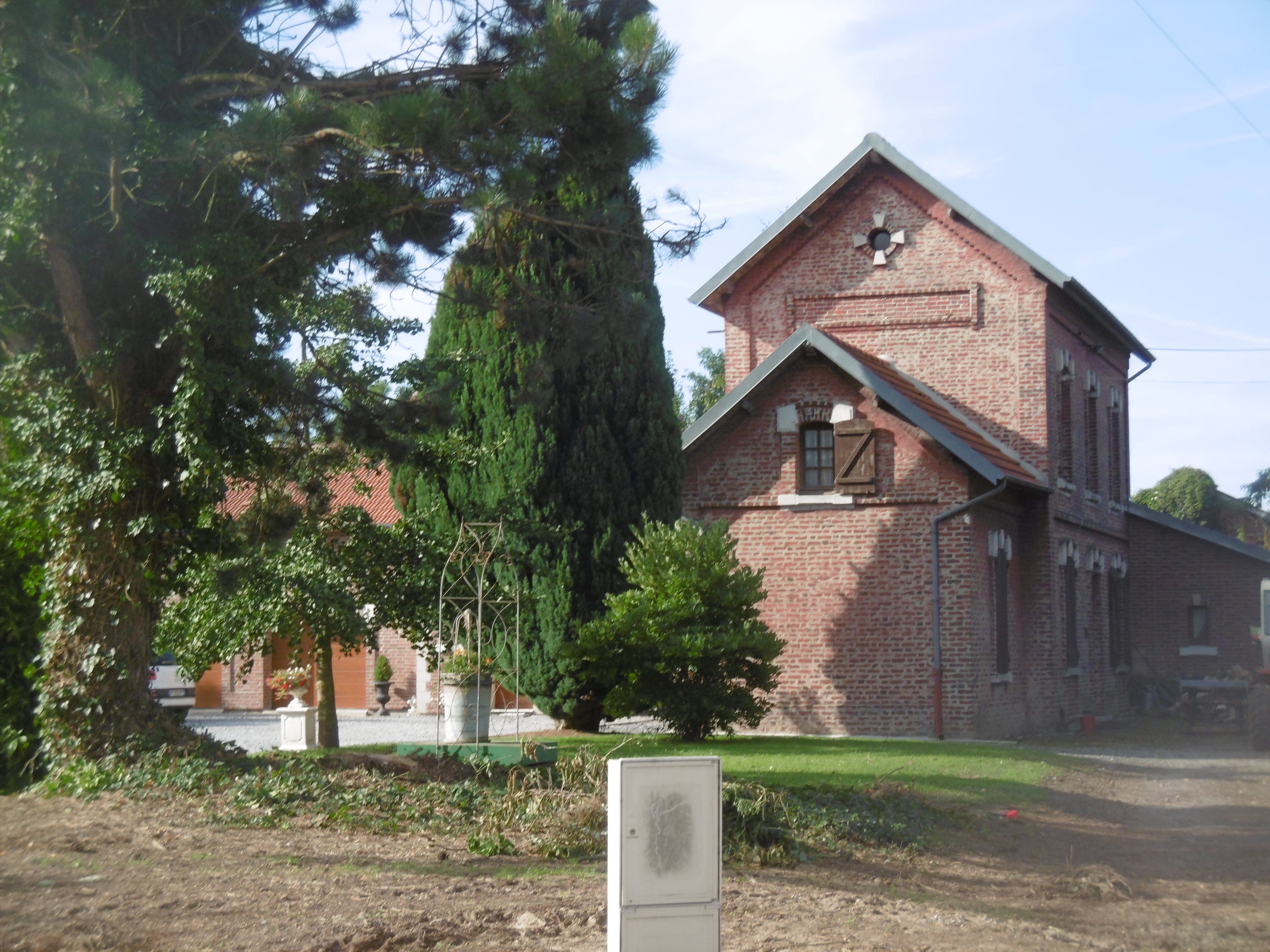
Ehemaliges Bahnhofsgebäude

- Schloss Pommery
- Wasserturm

- Kirche Saint-Cyr-et-Sainte-Julitte
- Ehemaliges Bahnhofsgebäude